# Kansua
Kansua is een geslacht van rechtvleugeligen uit de familie sabelsprinkhanen (Tettigoniidae). De wetenschappelijke naam van dit geslacht is voor het eerst geldig gepubliceerd in 1933 door Uvarov.

## Soorten
Het geslacht Kansua  is monotypisch en omvat slechts de volgende soort:
- Kansua hummeli (Uvarov, 1933)